# Свети Безсребреници (Арнеа)
„Свети Безсребреници Козма и Дамян“ (на гръцки: Αγίων Αναργύρων) е православна църква в град Арнеа (Леригово), Халкидики, Гърция, част от Йерисовската, Светогорска и Ардамерска епархия.
Църквата е забележителна със своята архитектура. В архитектурно отношение принадлежи на типа свободен кръст с купол. Построен е през 1919 година по проект на видния архитект Анастасиос Орландос. През 1924 година църквата е изписана от светогорски монаси.
В 1988 година църквата е обявена за защитен паметник на културата.